# Acha

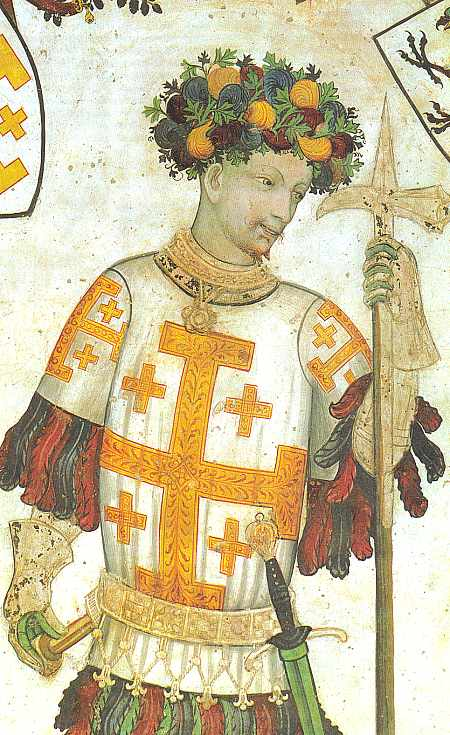
Representação de Godofredo de Bulhão munido com uma acha de armas.

A  acha, acha de armas (também grafada acha d'armas) ou ainda facha de armas (também grafada facha d'armas), corresponde a uma arma de haste que conheceu três formatos diferentes, o mais popular dos quais, à escala internacional, assumia uma forma semelhante à de um machado bigume, que ficou associada como timbre da nobreza de origem militar, pelo transcurso dos séculos.

## Etimologia
Crê-se que a etimologia deste substantivo tenha chegado ao português por via do francês «hache» que, por seu turno, vem do frâncico «hâppia», que terá provindo do germânico «happja», que significa «foice».

## Feitio
A acha é composta por três elementos: a «arma», «ponta» ou «cabeça», que se podia revestir de três formatos diferentes; a haste; e a contraponta ou «conto».
No que toca à ponta da acha de armas, importa esclarecer que, enquanto arma versátil, esta possuiu inúmeras variações, na história militar medieval portuguesa, de sorte que na sua extremidade podia estar um machado bigume; um martelo ou maça revestido com lâminas; ou ainda uma espécie de picareta recurva denominada "bico de corvo".
A haste consiste no cabo ou hastil de madeira em que assenta a ponta ou cabeça da arma e mediria entre um metro e vinte a dois metros e meio de comprimento. Sob a cabeça da acha de armas, ao longo da haste, figuravam, por vezes, dois discos metálicos, chamados rodela, que ajudavam o guerreiro a empunhar a arma, de modo a que não lhe escorregasse das mãos.
A contraponta desta arma de haste denomina-se «conto», que por sinal é o nome comummente atribuído à contraponta das armas de haste, como as lanças. O conto, por vezes, em vez de ser só a contraponta romba de madeira da haste, também podia estar guarnecido com um esporão, à guisa de sauróter como existia nas lanças da antiguidade clássica, como a dory.
Tal como as achas de cavaleiros, as achas d'armas contavam com uma ponta de lança ou um espigão cimeiro. Nas variantes que usavam um machado bigume, o contragume do machado era muitas vezes semelhante a um gancho ou a um esporão.
A variante da acha de armas com ponta de machado, evidencia paralelismos com a alabarda, se bem que a sua lâmina é bastante mais reduzida, por molde a concentrar a força do golpe numa área de superfície mais exígua e, assim, maximizar a potência do impacto desferido. Dessarte, volvia-se mais eficaz contra armaduras, do que a alabarda, que é consabidamente uma arma de haste mais vocacionada para o combate contra cavalgaduras.

## Uso histórico

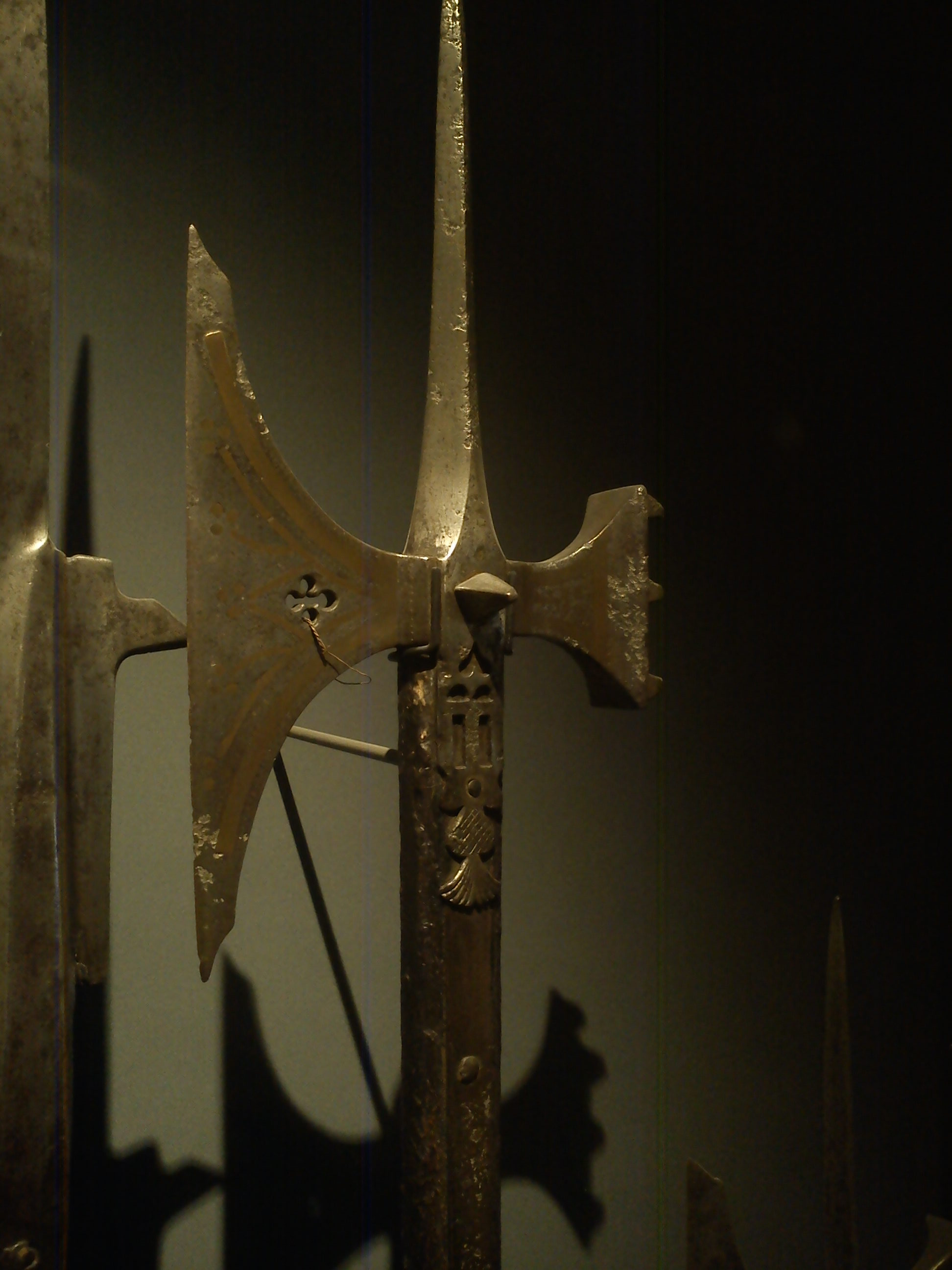
Acha de armas, na variante de machado

Era uma arma usada em épocas medievais em alturas de guerra, com corte por um lado e, por outro, um bico curvo muito aguçado, feito da mesma forma que o machado de cortar lenha, para desarmar o inimigo, rompendo-lhe as armaduras que lhe protegiam o corpo. Chegou a ser usada em torneios, bafordos e cavalhadas por cavaleiros couraçados.
Tal como a lança, esta arma tem a vantagem de permitir impor distância sobre o adversário, quando empunhada na horizontal, em riste contra o inimigo. Outra vantagem proporcionada por esta arma, fosse na variante com machado, com maça ou com bico de corvo, é que podia ser usada à guisa de um desmontador de cavaleiros, isto é, podia ser usada para derrubar os oponentes que viessem a cavalo, especialmente para danificar o arnês e outros apeiros da montada.
No caso da acha de armas da variante de «bico de corvo», esta podia ainda ser usada, para prender e puxar peças do arnês de um cavaleiro adversário, de feição a dificultar-lhe a liberdade de movimentos e de o tentar desequilibrar da cavalgadura abaixo.
Outra forma de usar a acha d'armas, passava por empunhá-la na vertical, de maneira a deixar cair o machado, o martelo ou o bico de corvo da acha de armas sobre o oponente, maximizando a acção da força potencial gravítica, por molde a potenciar a força do impacto do golpe.
Esta arma figura em importantes tratados de esgrima e de luta medievais, como o «Fiore Dei Liberi» (1409), o «Fechtbuch» de Hans Talhoffer (1467), sendo que o mais destacado manual de combate com acha de armas foi o «Le Jeu de la Hache» (século XV).

## Facha de armas

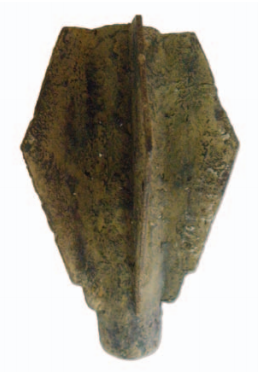
Cabeça de uma facha de lâminas, variedade tipicamente portuguesa da facha de armas. Exemplar do século XIV.

A designação «facha de armas» teve largo uso na história militar portuguesa, usando-se este término amiúde para designar a variedades de acha de armas que mais se assemelhavam à maça de armas. Ou seja, a facha de armas ficava a meio termo entre a maça de armas e a acha de armas de cabeça de machado bigume, assumindo-se como uma maça ou martelo revestida com lâminas.
Os portugueses criaram um tipo peculiar de facha de armas, a facha de lâminas. Fernão Lopes, na crónica de D. João I, alude avonde às fachas e às fachas de chumbo:
« (…)E leixadas as lamças das mãaos que huuns e a outros pouco nojo fez e jazendo
huum grande vallo dellas amtre huuma aaz e outra, veheram as fachas e espadas
d’armas» Crónica de D. João I, Vol. I Cap. XLVIII
De acordo com Rafael Bluteau, as fachas de armas eram implementos bélicos de ferro, de curtas dimensões, que chegaram a ser usadas em torneios, bafordos, duelos e cavalhadas.
Desposando igual entendimento, Anselmo Braamcamp Freire, na sua obra Brasões da Sala de Sintra, cita os cronistas da época, para fazer alusão a uma justa realizada no reinado de D. João I, em que, no desfile inauguratório, dentre a charanga dos músicos, se destacava a figura de um gigantone «(...)todo coberto de armas doiradas com um escudo na mão esquerda e na direita uma facha de armas, e montado em azêmola de proporções descomunais escolhida para o efeito e revestida de peles de urso com tanta perfeição que iludia», o que demonstra o quão comum e intimamente ligada à figura dos cavaleiros estava a facha de armas.
D. António Caetano de Sousa, na sua obra “Agiologio Lusitanos dos Santos e Varões Illustres em virtude do Reino de Portugal e suas conquistas” de 1744, também alude ao uso da facha de armas, numa passagem a respeito do episódio em que Martim Gonçalves de Macedo salva D. João I, no campo de batalha, quando um soldado castelhano lhe arrebatou a arma das mãos:
«…Vendo peleijar ao seu Rey como qualquer Soldado, sendo como rayo a que a resistência he prejudicial; entrou na batalha taõ destemido e valoroso que chegando ao mayor perigo largou a lança e começou a cortar com a facha de armas comose fora hum cavaleiro particular que pelo seu braço pertendia ganhar honra no mayor perigo. Pertendeo oporse-lhe Alvaro Gonçalves de Sandoval, cavaleiro valente e robusto e querendo ElRey ferir o castelhano recebeo o golpe no escudo e pegando com grande ousadia e destreza na facha de armas delRey lha arrebatou da maõ com tal violência que o fez ajoelhar em terra.» - “Agiologio Lusitanos dos Santos e Varões Illustres em virtude do Reino de Portugal e suas conquistas— António Caetano de Sousa Agiologio Lusitanos dos Santos e Varões Illustres em virtude do Reino de Portugal e suas conquistas, pág. 353

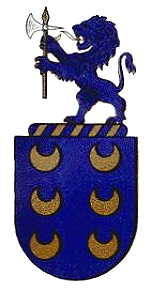
Escudo do brasão da família Homem

No que toca ao seu aspecto, a facha de armas teria lâminas compridas, dispostas na vertical, ao longo da cabeça da facha, chamadas fachadas. Bluteau cita o «Thesouro da Lingoa Portugueza» de Bento Pereira, que descrevera a arma como facha bipennis, para indicar que a arma seria bigume.
As fachas de armas apareceram como um substituto das maças de bicos, por molde a escamotear-se à tendência que aquelas tinham para se prenderem nas armaduras do próprio guerreiro que as empunhava. Desse modo, começaram a aparecer as fachas de armas, que mais não eram do que maças de armas que, em vez de espigões, estavam guarnecidas de lâminas dispostas verticalmente.
Ao princípio as lâminas eram de forma rectangular, mais tarde começaram a assumir formas mais arredondadas e, por fim, acabaram por fixar-se num formato triangular.

## Heráldica
O brasão da família Homem, nas suas representações originais, representava um leão azul com uma facha de armas nas mãos, sendo que ulteriormente a facha foi substituída por uma acha de armas com machado bigume.